# Sadiola
Sadiola is een gemeente (commune) in de regio Kayes in Mali. De gemeente telt 39.500 inwoners (2009).
De gemeente bestaat uit de volgende plaatsen:
- Alamoutala
- Babala
- Bendougou
- Bembocoto
- Brémassou
- Brokoné
- Bountoun
- Dankourou
- Darsalam-Oulouma
- Dialakémoko
- Diangounté
- Djinguilou
- Djirola
- Farabacouta
- Farabana
- Farassouma
- Kakadian
- Kantéla
- Kéniéba
- Kérécoto
- Kobocotossou
- Korindji
- Koropoto
- Kroukéto
- Madina
- Mandancoto
- Mantalabougou
- Moribougou Sébégué
- Moussa Konéla
- Moussala
- Nianicoto
- Niodjicourou
- Sabouciré
- Sadiola
- Samanafoulou
- Sangafara
- Sékokoto
- Sirimana
- Socourani
- Tabaco
- Tabacoto
- Tintiba
- Toumbouba
- Yahéra
- Yatéla
- Yiribabougou